# Памятник воинам-землякам (Сыдыбыл)
Памятник воинам-землякам, погибшим в годы Великой Отечественной войны (1941—1945) — мемориальный комплекс в селе Сыдыбыл, посвящённый участникам Великой Отечественной войны. Является объектом культурного наследия регионального значения.

## Общее описание
Расположен по адресу: Республика Саха (Якутия), Вилюйский улус, с. Сыдыбыл, Чочунский наслег, конец ул. Октябрьской. Памятник был открыт в 1975 году..
Мемориальный комплекс состоит из:
- Макет-дом деревянного, трёхстенный;
- Стеновой цоколь бетонный;
- Плиты из гранита чёрные, высечены участники ВОВ;
- Обелиск в форме остова винтовки с штыком и шомполом состоящий из труб металлических;
- Пьедестал обелиска железобетонный;
- Трехгранная мемориальная Памятная стела бетонная из трёх граней с высеченными фамилиями не вернувшихся с войны солдат;
- На вершине памятной стелы — «Вечная память павшим воинам» ;
- Звезда бетонная, 5-илучная, вечный огнем;
- Ограждение металлическое[1].

## Фото
- Яндекс фото Архивная копия от 6 сентября 2021 на Wayback Machine